# Embiez - cap Sicie
Embiez - cap Sicie este o arie protejată (sit de importanță comunitară — SCI) din Franța întinsă pe o suprafață de 12.379 ha, integral marine.

## Localizare
Centrul sitului Embiez - cap Sicie este situat la coordonatele 43°01′10″N 5°48′14″E / 43.01944°N 5.80389°E.

## Înființare
Situl Embiez - cap Sicie a fost declarat arie specială de conservare în baza directivei 92/43 din 1992 referitoare la conservarea habitatelor naturale și a faunei și florei sălbatice pentru a proteja 2 specii de animale.

## Biodiversitate
Situată în ecoregiunea mediteraneană, aria protejată conține 5 habitate naturale: Peșteri marine scufundate complet sau parțial, Straturi cu Posidonia (Posidonion oceanicae), Recifuri, Terase mlăștinoase și terase nisipoase neacoperite de apă la reflux, Bancuri de nisip acoperite în permanență slab de apă marină.
La baza desemnării sitului se află mai multe specii protejate:
- mamifere (1): delfin mare (Tursiops truncatus)
- reptile (1): Caretta caretta

Pe lângă speciile protejate, pe teritoriul sitului au mai fost identificate 4 specii de mamifere, 2 specii de nevertebrate, 1 specie de reptile.